# Nautilus repertus
Nautilus repertus är en bläckfiskart som beskrevs av Tom Iredale 1944. Nautilus repertus ingår i släktet Nautilus och familjen pärlbåtar. Inga underarter finns listade i Catalogue of Life.